# Lepturges centralis
Lepturges centralis är en skalbaggsart som beskrevs av Monné 1978. Lepturges centralis ingår i släktet Lepturges och familjen långhorningar. Inga underarter finns listade i Catalogue of Life.